# Victoria Coach Station

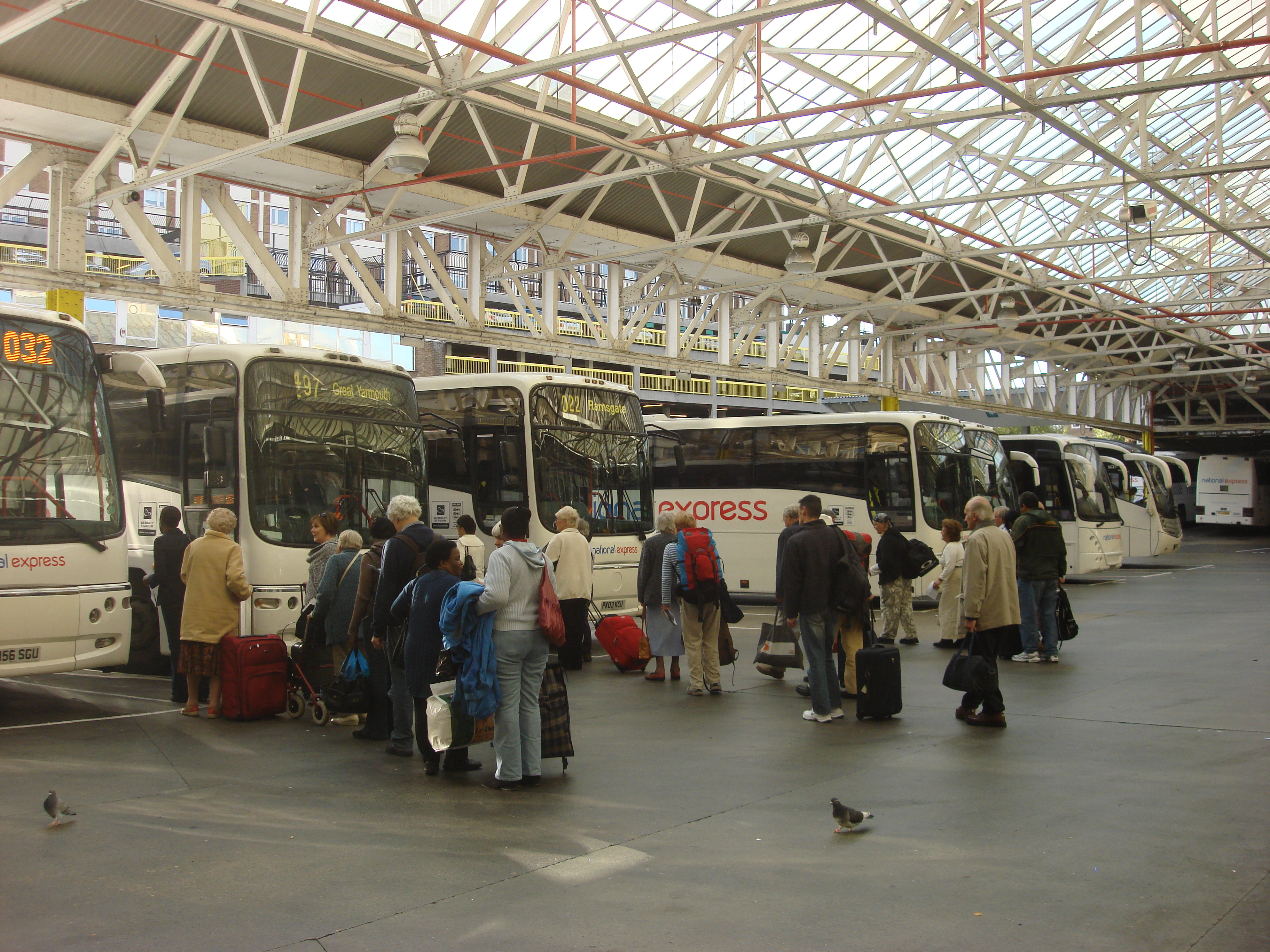
Wnętrze dworca

Victoria Coach Station – dworzec autokarowy w Londynie, zlokalizowany w centrum miasta, w dzielnicy Victoria, na terenie gminy City of Westminster, w sąsiedztwie dworca kolejowego Victoria Station oraz stacji metra Victoria. Budynek dworca, zaprojektowany w stylu art déco przez architektów ze spółki Wallis, Gilbert and Partners, zbudowany został w 1932 roku. Dworzec, zarządzany przez organizację Transport for London, obsługuje rocznie około 10 milionów pasażerów podróżujących do około 1200 miejscowości na terenie Wielkiej Brytanii oraz 400 w kontynentalnej części Europy.
Na dworcu znajduje się 21 bramek dla pasażerów, 36 stanowisk dla autokarów oraz dodatkowych 6 dla autokarów przyjeżdżających. Powierzchnia dworca wynosi około 13 000 m².
Głównymi przewoźnikami autokarowymi korzystającymi z dworca są: National Express, Megabus oraz Eurolines.